# 恩特雷里乌斯
恩特雷里乌斯（葡萄牙語：Entre Rios）是巴西巴伊亚州的一个市镇。总面积1235.821平方公里，总人口37188人，人口密度30.1人/平方公里。